# صلیب پاپ
صلیب پاپ‌ (به انگلیسی: Papal cross) یک صلیب مسیحی است که به عنوان نمادی برای دفتر پاپ در نشان‌شناسی کلیسایی عمل می‌کند. به صورت عصایی با سه میله افقی در نزدیکی بالا، به ترتیب از طول با نزدیک شدن به بالا، به تصویر کشیده شده است.

## زمینه
این صلیب مشابه صلیب اسقف اعظم دو میل است که در نشان‌شناسی برای نشان دادن اسقف اعظم استفاده می‌شود و به نظر می‌رسد دقیقاً برای نشان دادن رتبه کلیسایی هنوز بالاتر از اسقف اعظم استفاده شده است. در گذشته، این طرح صلیب اغلب در نشان‌شناسی کلیسایی به عنوان علامت متمایز دفتر او استفاده می‌شد. این اغلب صرفاً یک وسیله هنری بود، زیرا استفاده از عصا یا صلیب جزئی از علائم سنتی پاپ نبود. با این حال، حداقل یک کارمند با صلیب پاپی وجود دارد.
نمادهای مرتبط با قدرت‌های پاپی به سه میله متقاطع متصل شده است، شبیه به نمادی که به سه نوار روی تاج پاپی متصل شده است.